# St. Martin (Zyfflich)

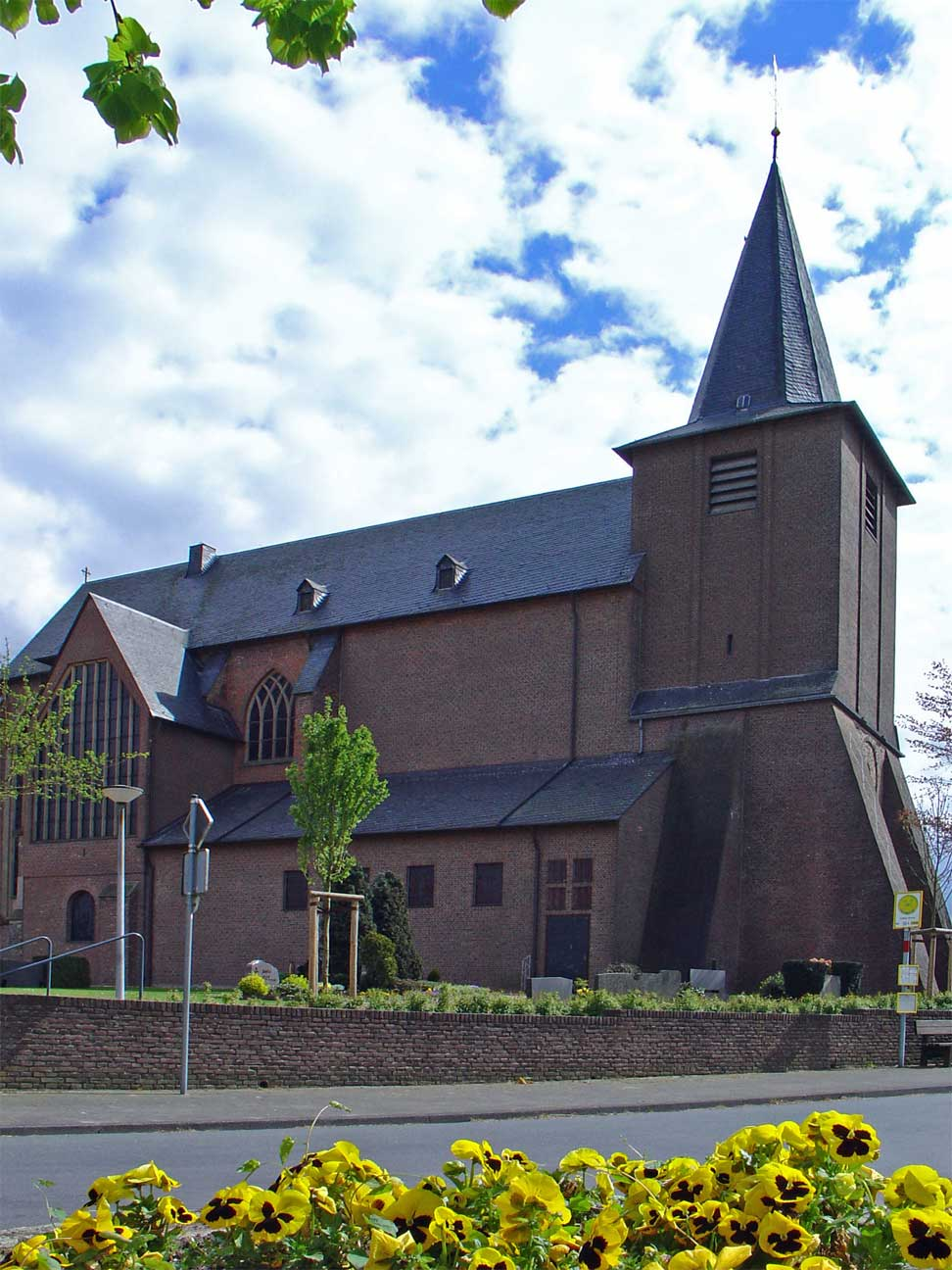
Die Pfarrkirche St. Martin in Zyfflich

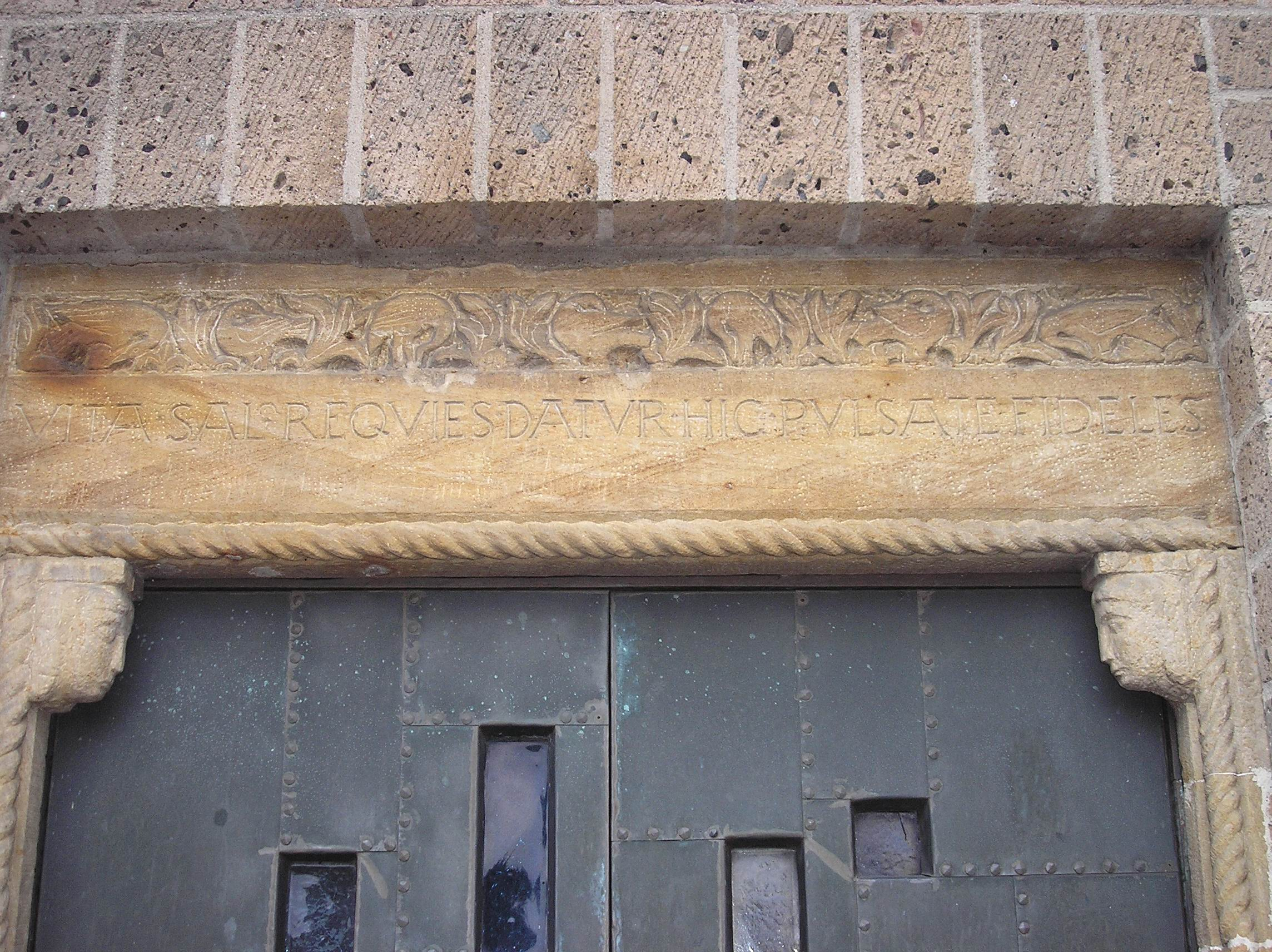
Türsturz über dem Hauptportal der Kirche mit der Inschrift „VITA SALUS REQUIES DATUR HIC PULSATE FIDELES“. Rekonstruktion nach dem im Zweiten Weltkrieg zerstörten Original.

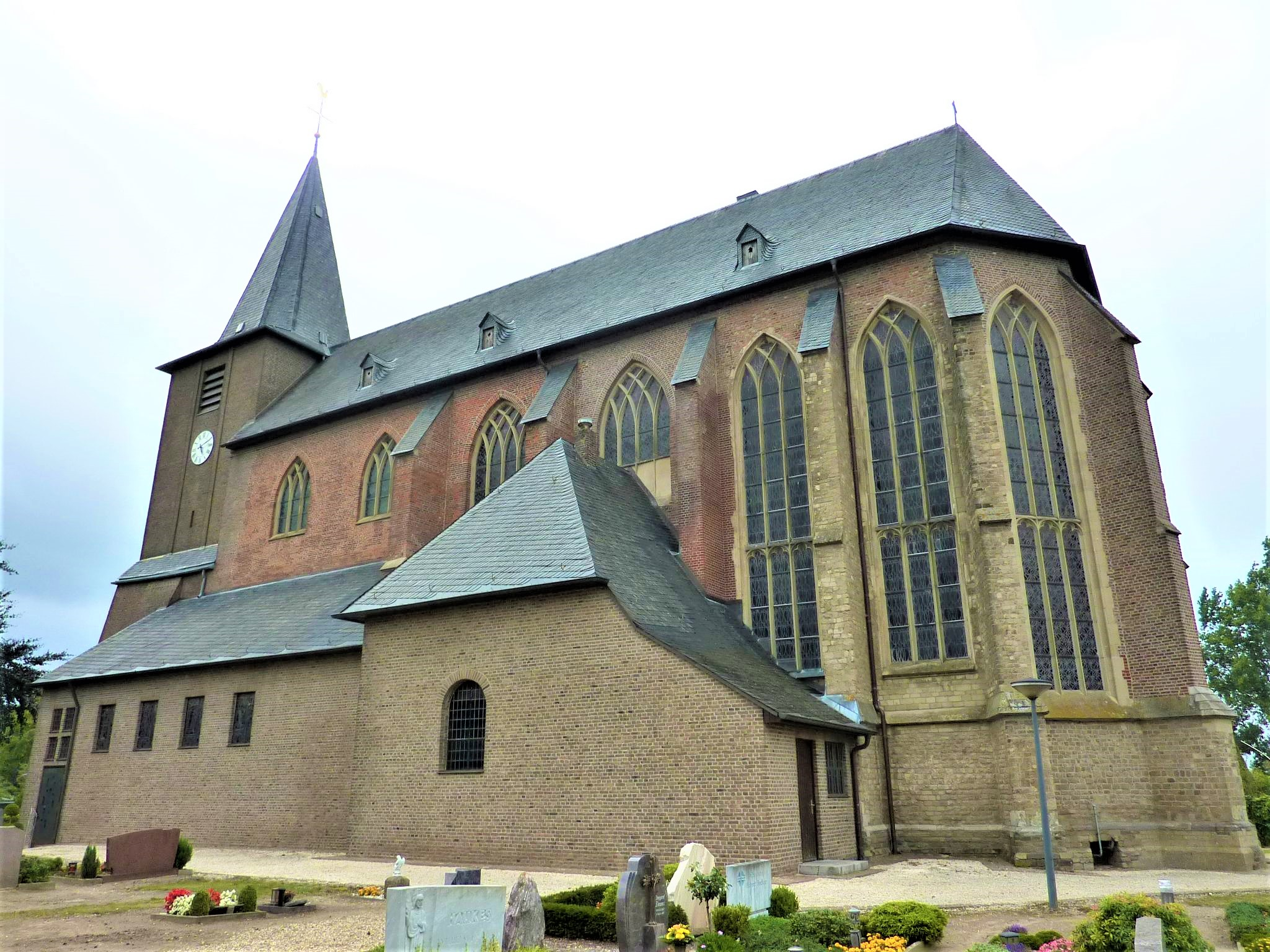
Blick zum Chor

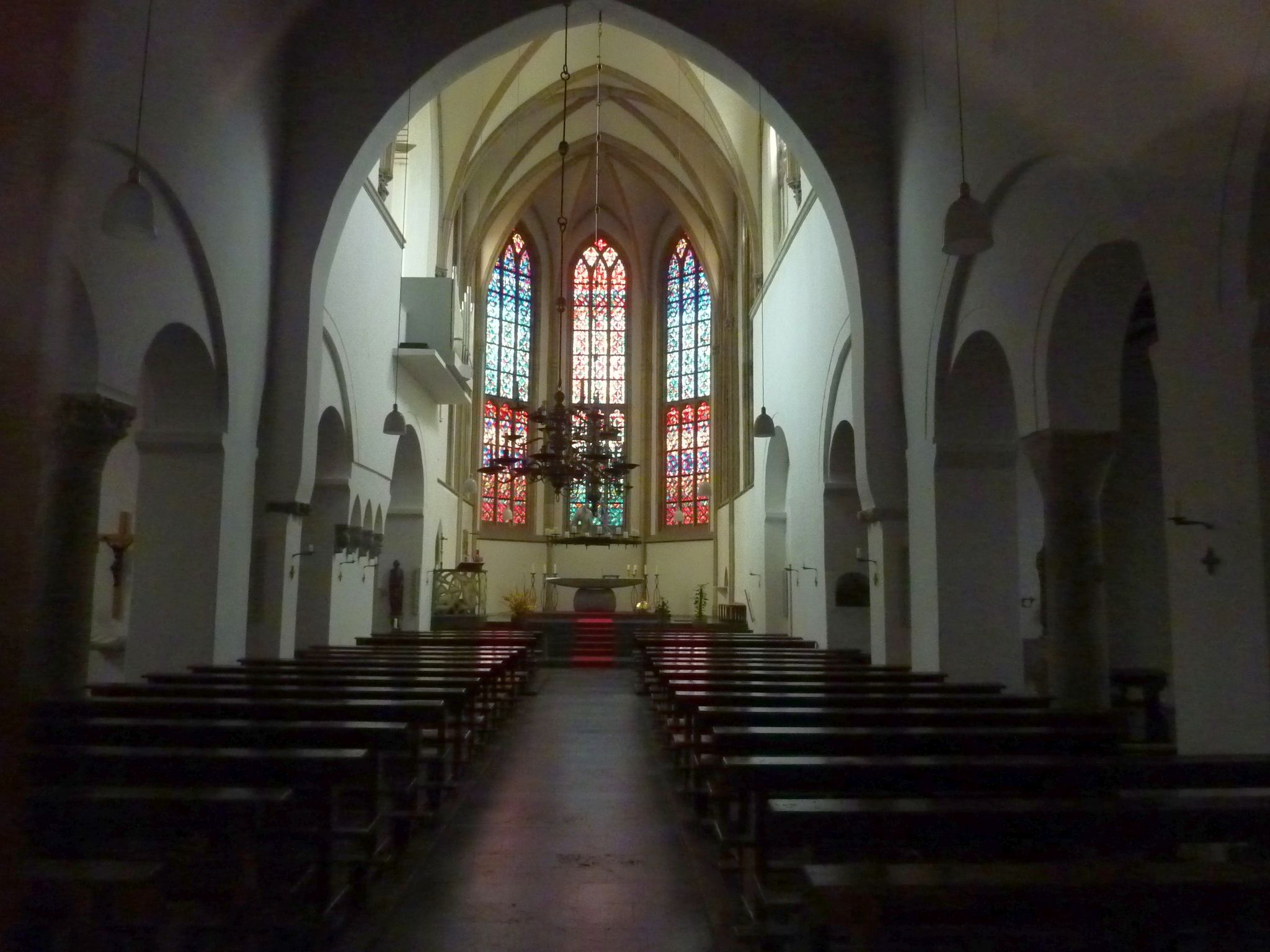
Inneres

Die römisch-katholische Pfarrkirche St. Martin in Zyfflich stammt im Kern aus dem 11. Jahrhundert und war bis 1436 Stiftskirche.

## Baugeschichte
Zwischen 1002 und 1021 stiftete Graf Balderich von Uplage in Zyfflich ein Stift, für das ein neuer Kirchbau in Angriff genommen wurde. Die in die Mittelschiffarkaden eingebauten Kapitelle, insbesondere das sogenannte „Atlantenkapitell“, zählen zu den bedeutendsten ottonischen Großplastiken des Rheinlandes.
In der zweiten Hälfte des 14. Jahrhunderts erhielt die Kirche einen gotischen Chorbau. Wohl infolge des Umzugs des Stifts nach Kranenburg 1436 wurde die Kirche verkleinert, indem die Seitenschiffe abgebrochen und die Arkaden vermauert wurden. 1718 wurde die Kirche barockisiert und die Gewölbe durch eine niedrige Holzdecke ersetzt. Bei einer Renovierung von 1911–14 wurden die südlichen Arkaden wieder freigelegt und ein neues Seitenschiff errichtet.
Im Kriegswinter 1944/45 wurde die Kirche sehr schwer zerstört. Bei dem 1950 in Angriff genommenen Wiederaufbau, mit dem archäologische Untersuchungen einhergingen, wurde die ursprüngliche Baugestaltung berücksichtigt. Durch die Anfügung von Seitenschiffen konnten die ottonischen Arkaden auf beiden Seiten geöffnet werden. 1961 wurde die Kirche neu geweiht.
Die Glasbilder der Fenster wurden 1960 von Ludwig Baur entworfen.

## Orgel
Die Orgel wurde 1965 von der Orgelbaufirma Walcker erbaut. Das Instrument hat Register auf zwei Manualen und Pedal. Die Spieltrakturen sind mechanisch, die Registertrakturen sind elektrisch.
| I Hauptwerk C–g3 |              |       |
| 1.               | Prinzipal    | 8′    |
| 2.               | Gemshorn     | 8′    |
| 3.               | Oktave       | 4′    |
| 4.               | Rohrflöte    | 4′    |
| 5.               | Waldflöte    | 2′    |
| 6.               | Mixtur IV-VI | 1 ⁄3′ |
| 7.               | Holzdulcian  | 16′   |
|                  | Tremulant    |       |

| II Rückpositiv C–g3 |              |       |
| 8.                  | Holzgedackt  | 8′    |
| 9.                  | Salicional   | 8′    |
| 10.                 | Blockflöte   | 4′    |
| 11.                 | Prinzipal    | 2′    |
| 12.                 | Sifflöte     | 1 ⁄3′ |
| 13.                 | Zimbel III   | 1⁄2′  |
| 14.                 | Rohrschalmey | 8′    |
|                     | Tremolo      |       |

| Pedalwerk C–f1 |                 |     |
| 15.            | Subbaß          | 16′ |
| 16.            | Oktavbaß        | 8′  |
| 17.            | Choralbaß       | 4′  |
| 18.            | Oktavkornett II | 2′  |
| 19.            | Stille Posaune  | 16′ |

- Koppeln: II/I, I/P, II/P